# تشارلز مسقط
تشارلز مسقط (بالإنجليزية: Charles Muscat)‏ هو مدرب كرة قدم ولاعب كرة قدم مالطي في مركز الهجوم، ولد في 13 يناير 1963 في مالطا، وتوفي بنفس المكان في 13 يناير 2011. شارك مع منتخب مالطا لكرة القدم. أما مع النوادي، فقد لعب مع Żabbar St. Patrick F.C. ‏.

## وصلات خارجية
- تشارلز مسقط على موقع الاتحاد الدولي (مؤرشف)  (الإنجليزية)
- تشارلز مسقط على موقع قاعدة بيانات كرة القدم.إي يو (الإنجليزية)
- تشارلز مسقط على موقع عالم كرة القدم.نت (الإنجليزية)